# Bodenbach (Schiff, 1896)
Der Raddampfer Bodenbach wurde 1896 in der Schiffswerft Blasewitz gebaut. Das Schiff wurde  mit der Baunummer 39 auf Kiel gelegt. Sie wurde mehrfach umbenannt: 1946 in Podmokly, 1952 in Dr. Miroslav Tyrš, 1960 in Družba und 1961 in MŠMT 2. Es war der erste Oberdeckdampfer der Gesellschaft.

## Die Zeit nach der Indienststellung bis 1945

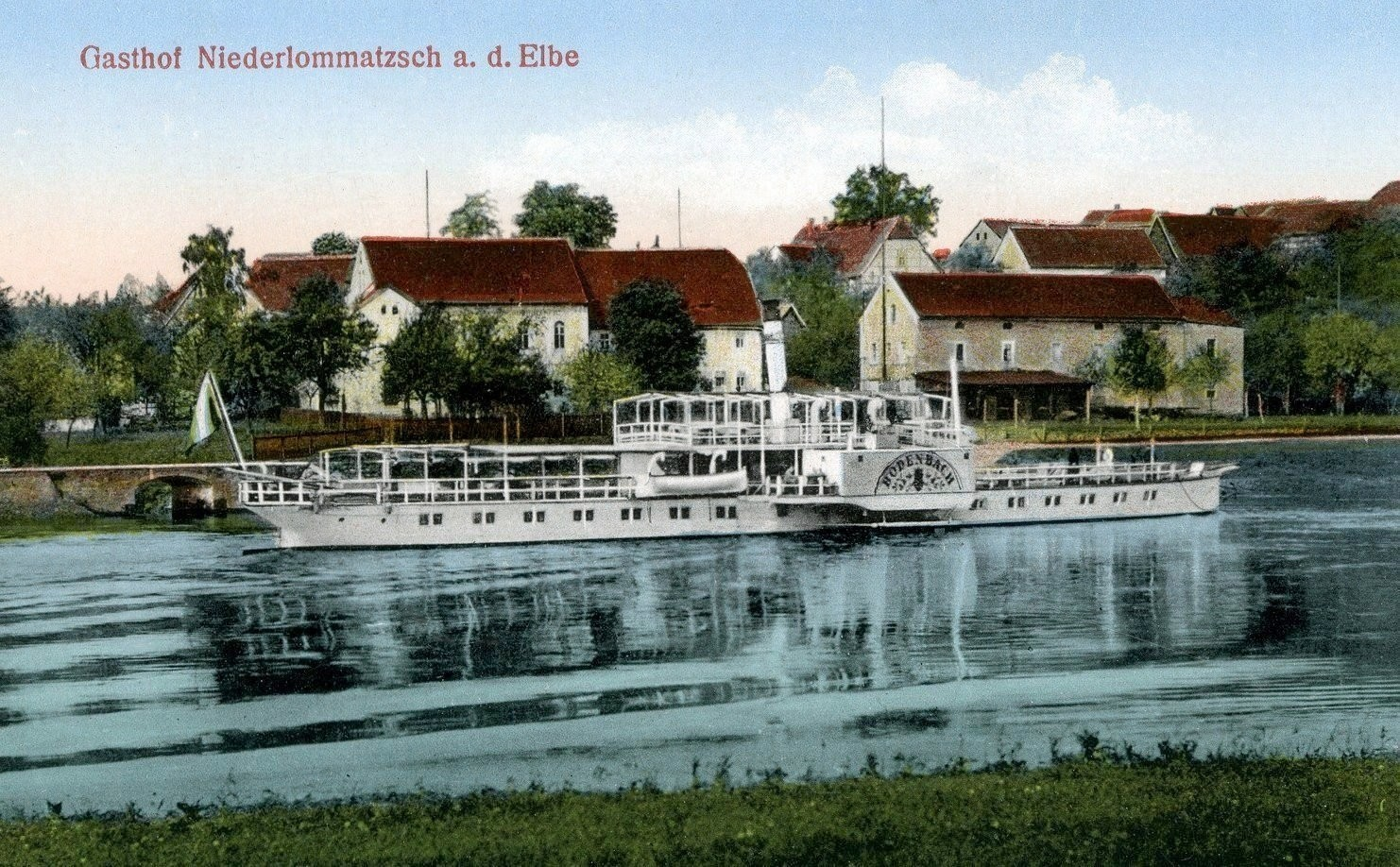
Raddampfer Bodenbach in Niederlommatzsch

Nach der Indienststellung als Oberdeckdampfer fuhr das Schiff bis 1923 für die Sächsisch-Böhmische Dampfschiffahrts-Gesellschaft (SBDG). Nach der Einstellung des Geschäftsbetriebes im Jahr 1923 fuhr es für die 1923 neu gegründete Sächsisch-Böhmische Dampfschiffahrt, Aktiengesellschaft (SBDA). Der ab 1926 übliche weiße Anstrich der Schiffe brachte ihr den Namen Weiße Flotte ein. Es hatte schon eine Dampfsteuerwinde und ein Ruderhaus. Gebaut wurde sie von der Schiffswerft Übigau der Kette, Deutschen Elbschiffahrts-Gesellschaft  mit der Fabrik-Nr. 124. In der Größe ist das Schiff mit der 1892 gebauten Krippen vergleichbar. Die Passagierzahl dürfte nach heutigen Maßstäben bei ca. 250 Plätzen liegen. Wie die Rheindampfer hatte das Schiff zum Anlegen Plattformen vor und hinter den Radkästen. Diese bewährten sich jedoch nicht und wurden zurückgebaut. Das Schiff legte fortan, wie in Dresden üblich, mit Bug oder Heck an.
1900/01 wurde eine neue Dampfrudermaschine von der Kette, Deutsche Elbschiffahrts-Gesellschaft, Schiffswerft Uebigau, mit der Fabrik-Nr. 306 eingebaut. 1903 erhielt das Schiff den für die Doppeldeckschiffe typische Anstrich in weiß und sandfarben. 1911/12 wurde die elektrische Anlage erneuert. Im Winter 1927/28 erhielt das Schiff den weißen Anstrich. Im Winter 1928/29 wurde eine Dampfheizung eingebaut und die Radkästen ausgebaut, um Platz für Toiletten zu schaffen. Zwischen den Radkästen wurde ein kleiner Vorderdecksalon eingebaut.
Am 28. Juni 1931 kam es zu einer Kollision mit der Pillnitz. Die Pillnitz musste daraufhin außer Dienst genommen werden.
Im Sommer 1943 erhielt die Bodenbach wie alle Dampfer einen Tarnanstrich. Am Ende des Zweiten Weltkrieges lag das Schiff im Hafen von Prossen.

## Die Zeit nach 1945
Am 26. August 1945 wurde die Bodenbach durch die Tschechoslowakische Republik beschlagnahmt und nach Děčín geschleppt. Hier wurde sie in den Bestand der Tschechoslowakische Schiffahrts-Aktiengesellschaft Elbe (Československou plavební akciovou společností labskou/ČPSL) eingegliedert. Die Beschlagnahme des Schiffes muss im Zusammenhang mit der Beteiligung der böhmischen Georg Schicht AG als einer der Hauptaktionäre an der SBDA gesehen werden. Das Schiff wurde 1946 in Podmokly umbenannt und erhielt somit den tschechischen Namen des Děčíner Stadtteils Bodenbach (Podmokly). 
Am 1. Januar 1949 wurde die ČPSL in Tschechoslowakische Elbe-Schifffahrt (Československá plavba Labská/ČSPL) und am 1. Juli 1952 in Tschechoslowakische Elbe-Oder-Schifffahrt (Československá plavba labsko-oderská/ČSPLO) umbenannt.
Bis zur Einstellung des Betriebes im Jahr 1955 wurde das Schiff auf der Strecke Herrnskretschen–Děčín eingesetzt. Der Verkehr in das verlassene Grenzgebiet lohnte sich nicht mehr. 
Am 1. September 1949 kam es im Rahmen eines Elbefriedenstreffens in Herrnskretschen, zu einem Zusammentreffen von Delegationen von Jugendlichen der Tschechoslowakischen Republik auf der Podmokly und der DDR auf der Kurort Rathen. Am 1. Oktober wurde dieses Treffen mit Gewerkschaftern der Tschechoslowakischen Republik wiederholt. Dazu wurde die Kurort Rathen in Freundschaft – Přátelství umbenannt. Im Winter 1949/50 wurde das Schiff einer Überholung unterzogen und erhielt den für die tschechischen Schiffe typischen kurzen Schornstein.
Anlässlich seines 120. Geburtstages wurde das Schiff 1952 in Dr. Miroslav Tyrš umbenannt. 1960 wurde das Schiff in Družba (russisch für Freundschaft) umbenannt.  
Im Jahr 1961 wurde die Personenschifffahrt der Tschechoslowakei neu gegliedert. Die Družba wurde ausgemustert und im Hafen von Prag - Smíchov abgestellt, Maschine und Dampfkessel ausgebaut und das Schiff als Lager genutzt. Einige Zeit später wurde das Schiff an der Prager Schützeninsel (Střelecký ostrov) festgemacht und diente hier als schwimmender Laden des Prager Handels und als Bootsverleih. 1964 wurde das Schiff unter der Bezeichnung MŠMT 2 vom Ministerium für Bildung, Jugend und Sport (Ministerstvo školství, mládeže a tělovýchovy/MŠMT) übernommen. Es wurde in den Hafen von Libeň verbracht. Hier wurde es als Jugendherberge und Clubhaus genutzt. 1969 sank es. 1979 wurde es wieder gehoben, aber keiner neuen Nutzung zugeführt und 1980 im Rahmen einer Übung gesprengt.

## Die Dampfmaschine
Die Dampfmaschine war eine oszillierende  Hochdruck-Zweizylinder-Verbund-Dampfmaschine mit Einspritzkondensation. Gebaut wurde sie, wie auch der Zwei-Flammrohr-Zylinderkessel von der Schiffswerft Übigau der Deutschen Elbschiffahrts-Gesellschaft, Kette, mit der Fabrik-Nr. 114. Die Leistung betrug 145 PSi. Der Dampfkessel hatte 10 bar Dampfdruck. Die Dampfmaschine wirkte auf zwei seitliche Schaufelräder.

## Kapitäne des Schiffes
- Julius Hermann Steglich 1897
- Emil Leberecht Kunze 1898
- Ernst Adolf Kleinert 1899
- Friedrich Wilhelm Erdmann 1900
- Friedrich Hermann Beutz 1901–1918
- Friedrich August Schaffrath 1919–1920